# Nguyễn Công Duẩn
Nguyễn Công Duẩn (阮公允; ? - ?) là một khai quốc công thần của Nhà Hậu Lê, ông và người anh trai Nguyễn Dã đã tham gia cuộc Khởi nghĩa Lam Sơn của Lê Lợi từ giai đoạn đầu. Năm 1428, trong các đợt ban thưởng cho các công thần, Nguyễn Công Duẩn được thăng làm Phụng trực Đại phu Đô đốc thiêm sự, ban quốc tính "Lê" và sau được truy phong Hoành Quốc công. Truy nguồn xa hơn thì ông chính là cháu đời thứ 10 của Định Quốc Công Nguyễn Bặc, khai quốc công thần dưới thời Nhà Đinh.
Nguyễn Công Duẫn có 7 người con trai, trong đó có 5 người được phong tước Quốc công, 1 người được phong Quận công và 1 người được phong tước Hầu. Trong đó người cháu nội gái là Nguyễn Thị Hằng, con gái thứ 2 của Nguyễn Đức Trung đã được đưa vào cung và trở thành chính thất của vua Lê Thánh Tông với tôn hiệu Trường Lạc Hoàng hậu, bà là mẹ của Vua Lê Hiến Tông và tổ mẫu của 2 Vua Lê Túc Tông và Lê Uy Mục.
Hậu duệ hiển hách nhất của ông đến từ người con trai thứ 4, đó là Phó Quốc công Nguyễn Như Trác, ông này sinh ra Nguyễn Văn Lưu, cha của Hưng Quốc công Nguyễn Kim, tổ nội của các Chúa Nguyễn và các vua Nhà Nguyễn, đồng thời cũng là tổ ngoại của các Chúa Trịnh..